# Girolamo Buonvisi
Girolamo Buonvisi (né le 22 mai 1607 à Lucques, et mort le 21 février 1677 à Lucques) est un cardinal italien du XVIIe siècle. Il est l'oncle du cardinal Francesco Buonvisi (1681).

## Biographie
Girolamo Buonvisi exerce diverses fonctions au sein de la Curie romaine, notamment comme clerc et doyen à la Chambre apostolique. Il est élu archevêque titulaire de Laodicée (de). En 1655 il est nommé préfet des Cubiculi du Saint-Père.
Le pape Alexandre VII le crée cardinal lors du consistoire du 9 avril 1657 et est transféré au diocèse de Lucques en 1657. Il est nommé légat apostolique de Ferrare en 1664. Buonvisi participe au conclave de 1667, lors duquel Clément IX est élu pape, au conclave de 1669-1670 (élection de Clément X) et au conclave de 1676 (élection d'Innocent IX).

### Sources
- Fiche du cardinal sur le site fiu.edu